# Géographie du Soudan du Sud
Située à l'ouest de la corne de l'Afrique de l'est, le Soudan du Sud possède la vingtième plus grande superficie de l'Afrique avec un territoire de 619 745 km2. Le Soudan du Sud est encadré au nord par le Soudan, à l'ouest par la République centrafricaine, à l'est par l'Éthiopie, et au sud par le Kenya, l'Ouganda et la république démocratique du Congo.

## Structure du territoire

### Administration territoriale

Les 10 États du Soudan du Sud regroupées en 3 provinces historiques soudanaises
Bahr el Ghazal
Équatoria
Nil Supérieur

Administrativement le Soudan du Sud est une fédération de 10 états : Bahr-el-Ghazal nord et sud, Warrap et Lacs formant la province de Bahr el Ghazal, Unity, Nil supérieur et Jonglei formant la province du Nil Supérieur, enfin Équatorie occidentale, Équatorie centrale et Équatorie orientale formant la province d'Équatorie.

### Litiges frontaliers
Au nord
L'appartenance des États fédérés soudanais situés au voisinage du Soudan du Sud, comme le Nil-Bleu, le Kordofan du Sud et l'Abyei n'ont pas encore été tranchés : pour l'instant, ils demeurent sous l'autorité de Khartoum.
Au sud
Le Triangle d'Ilemi, actuellement administré par le Kenya, est revendiqué par le Soudan du Sud ; les cartes kényanes lui reconnaissent la souveraineté sur environ la moitié de ce territoire, au nord de la « ligne rouge » (ou « ligne Glenday », tracée en 1930-1938).

## Géographie physique

### Topographie
Avec ses 3 187 mètres, le mont Kinyeti est le point culminant du pays. Il est situé dans les Monts Imatong, non loin de la frontière avec l'Ouganda.

### Hydrologie
Le pays étant situé en amont du Nil blanc par rapport à son voisin du nord, ce dernier est donc tributaire de Soudan du Sud pour son approvisionnement en eau, d'autant que le fleuve assure pendant la saison sèche jusqu'à 90 % du débit du Nil. À propos des accords transfrontaliers concernant ce sujet, le Regional Water Intelligence Reports (RWIR) avait élaboré trois scénarios pour l’indépendance : succession à l’accord de 1959 ; pas de succession à l’accord de 1959 et nécessité de signer de nouveaux accords, ou bien absence de décision. La guerre civile étant endémique dans les deux Soudan, c’est l’absence de décision qui a prévalu. 

### Géologie

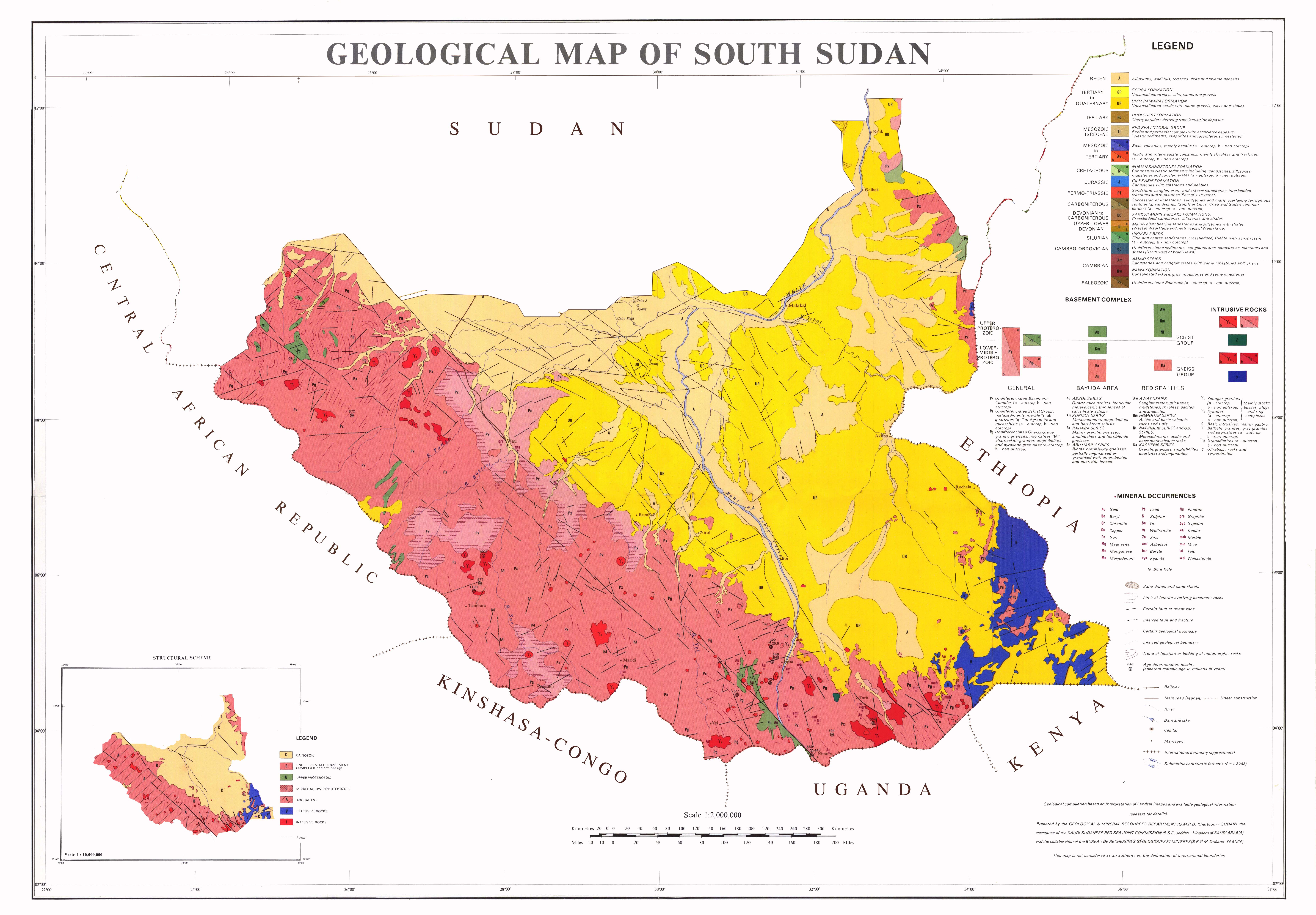
Carte géologique du Soudan du Sud

La partie centre-est du Soudan du Sud est une plaine fluviale dont les alluvions se sont déposées à mesure que la subsidence creusait le substrat rocheux. À plusieurs reprises, cette vaste plaine a été inondée, et des alluvions lacustres se sont déposées. Elles contiennent des gisements de pétrole et de gaz naturel. La partie sud-ouest du Soudan du Sud voit affleurer le substrat, constitué de roches magmatiques. À la frontière éthiopienne aussi, affleurent des roches magmatiques et intrusives.

### Climat

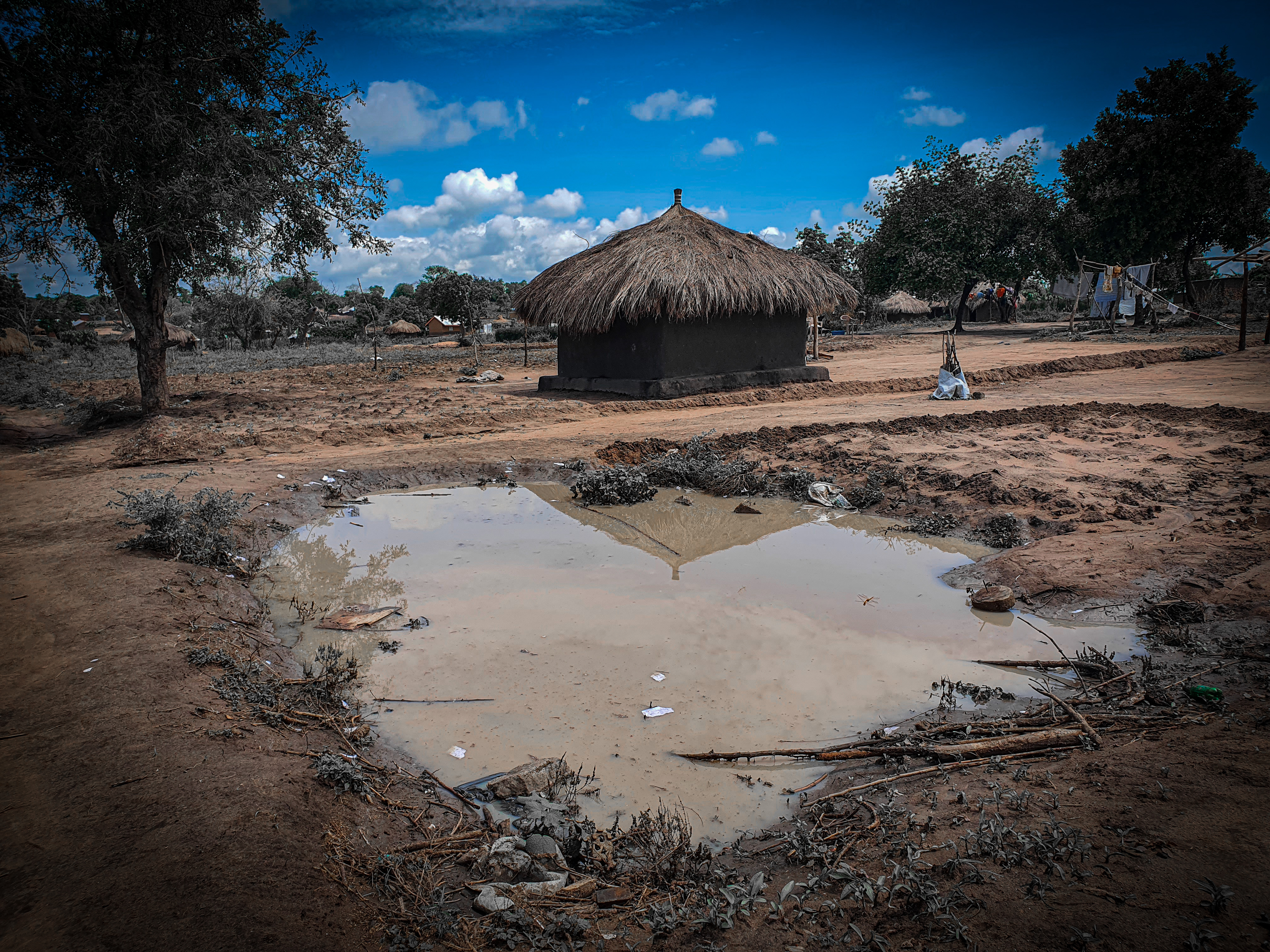
Une habitation pendant la saison des pluies : dans la mare, survolée par une libellule, des têtards. Grenouilles et libellules limitent la biomasse des moustiques.

Proche de l’Ouganda, le sud du pays jouit d’un climat équatorial tempéré par les pluies en octobre et avril, mais ces pluies sont irrégulières, et cessent de décembre à février, puis de juin à août. Le Nil et ses affluents, en revanche, permettent une végétation abondante. La température moyenne est de 28 °C. Le nord connaît un climat plus chaud et sec avec une température moyenne de 33 °C. L’extrême nord, près du Soudan, est semi-aride.